# Les cinq doigts
Le cinq doigts, sottotitolo Huit mélodies très faciles sur cinq notes, è una composizione per pianoforte scritta da Igor' Fëdorovič Stravinskij nel 1921.

## Storia
Fra l'autunno del 1920 e l'inverno del 1921 Stravinskij risiedeva con la famiglia a Garches, qui, dopo aver terminato le Sinfonie di strumenti a fiato scritte in memoria di Claude Debussy, si dedicò a un lavoro più leggero, divertendosi a comporre una raccolta di otto brevi pezzi per pianoforte destinati a piccoli esecutori; lo scopo era quello di suscitare interesse nei bambini riguardo a disegni melodici con un accompagnamento essenziale; terminò il lavoro il 21 febbraio e la prima esecuzione degli otto pezzi avvenne il 5 dicembre dello stesso anno alla Salle des Agriculteurs di Parigi eseguiti da Jean Wiener.

## Movimenti
I brani sono molto brevi e hanno diversi gradi di difficoltà ritmica.

A ognuno il compositore ha segnato graficamente all'inizio le cinque note (o le sei, nell'ultimo) su cui si basa la rispettiva melodia della mano destra, permettendo così al piccolo esecutore di non spostare ulteriormente la mano sulla tastiera.
- 1. Andantino. Breve pezzo in Do maggiore dalla melodia dolce e carezzevole.
- 2. Allegro. Brano più lungo, sempre in Do maggiore, molto vivace e ritmato basato su di un tempo di marcia, simile a una fanfara.
- 3. Allegretto. Scorrevole melodia in 2/4 che riprende un motivo popolare russo.
- 4. Larghetto. È il brano più melodico della serie, in Mi minore e ha l'andamento di una siciliana in 6/8.
- 5. Moderato. Brano molto cantabile e scorrevole, in Mi minore
- 6. Lento. Pezzo intimo e quasi contemplativo in 3/4; è il primo movimento in cui la mano destra deve cambiare posizione. Il brano è particolare anche perché la parte sinistra è in Re minore mentre la destra in Re maggiore.
- 7. Vivo. Il brano è un allegro saltarello in 3/8 in tonalità di Fa maggiore.
- 8. Pesante. Rivisitazione di passi di tango suonata in maniera molto intensa e ritmata; il brano è caratterizzato da repentini cambiamenti dal modo maggiore a quello minore per poi tornare a quello principale di Do maggiore.

## Analisi
Nonostante le melodie de Les cinq doigts siano di una grande semplicità, ciò non ha impedito a Stravinskij di creare dei piccoli capolavori poetici.
 Da notare come la particolarità di segnare in partitura le note da utilizzare in ogni singolo pezzo, anche se qui ha un valore meramente pratico, anticipi, forse in maniera totalmente inconsapevole, un procedimento proprio della musica seriale così come lo scambio di brevi serie di suoni o la retrogradazione, tutti elementi presenti in questi piccoli pezzi e che Stravinskij utilizzerà, parecchi anni più tardi, nel Settimino..

## Versione orchestrale
Fra il 1961 e il 1962 Stravinskij creò un arrangiamento per orchestra de Les cinq doigts con il titolo di Otto miniature strumentali in cui la successione dei brani viene cambiata rispetto all'originale, ma la struttura propria dei pezzi resta immutata; quello che muta è invece, per forza di cose, la tonalità e il registro, dovuto alla natura timbrica degli strumenti.

L'ultimo brano, Pesante, era già stato orchestrato da Stravinskij per un ottetto di fiati con il titolo Tihuana Blues che fu eseguito nel dicembre 1961 a Città del Messico con la direzione di Robert Craft.

### Organico
Due flauti, due oboi, due clarinetti, due fagotti, corno, due violini, due viole, due violoncelli

### Movimenti
- Andantino (Do maggiore) per oboi, fagotti e corno
- Vivace (La maggiore) per soli fiati
- Lento (Re maggiore, Re minore)
- Allegretto (Do maggiore)
- Moderato (Mi minore) per flauti e archi
- Tempo di marcia (Si maggiore)
- Larghetto (Mi minore)
- Tempo di tango (Do maggiore)

Della versione orchestrale vi fu una prima esecuzione parziale dei primi quattro movimenti il 26 marzo 1962 a Los Angeles per i Monday Evening Concerts che avevano commissionato la trascrizione. La versione integrale fu eseguita invece il 29 aprile 1962 per la Canadian Broadcasting Company alla Massey Hall di Toronto.